# Sugar Grove (Ohio)
Sugar Grove – wieś w Stanach Zjednoczonych, w stanie Ohio, w hrabstwie Fairfield.